# Maurice Ducos
Maurice Ducos (ur. 15 października 1904 w Paryżu, zm. 30 czerwca 1983 w Sablé-sur-Sarthe) – francuski pływak, olimpijczyk.
Na Igrzyskach Olimpijskich w 1924 wystartował na dystansie 100 m stylem grzbietowym.